# San Marino a 2022. évi téli olimpiai játékokon
San Marino a kínai Pekingben megrendezett 2022. évi téli olimpiai játékok egyik részt vevő nemzete volt. Az országot az olimpián 1 sportágban 2 sportoló képviselte, akik érmet nem szereztek.

## Alpesisí
Férfi
| Versenyző    | Versenyszám      | 1. futam | 1. futam | 2. futam | 2. futam | Összesítés | Összesítés |
| Versenyző    | Versenyszám      | Idő      | Hely.    | Idő      | Hely.    | Idő        | Helyezés   |
| ------------ | ---------------- | -------- | -------- | -------- | -------- | ---------- | ---------- |
| Matteo Gatti | Óriás-műlesiklás | 1:20,40  | 49.      | kizárták | kizárták | kiesett    | kiesett    |
| Matteo Gatti | Műlesiklás       | 1:08,52  | 49.      | 1:03,41  | 44.      | 2:11,93    | 43.        |

Női
| Versenyző    | Versenyszám      | 1. futam      | 1. futam      | 2. futam | 2. futam | Összesítés | Összesítés |
| Versenyző    | Versenyszám      | Idő           | Hely.         | Idő      | Hely.    | Idő        | Helyezés   |
| ------------ | ---------------- | ------------- | ------------- | -------- | -------- | ---------- | ---------- |
| Anna Torsani | Óriás-műlesiklás | 1:13,89       | 57.           | 1:15,37  | 48.      | 2:29,26    | 47.        |
| Anna Torsani | Műlesiklás       | nem ért célba | nem ért célba | kiesett  | kiesett  | kiesett    | kiesett    |